# Ácido 4-metoxibenzoico
Ácido 4-metoxibenzoico, ácido anísico, ácido dracônico, ácido p-anísico ou ácido para-anísico, é o composto orgânico de fórmula molecular C8H8O3 e massa molecular 152,15. É um dos isômeros ácido metoxibenzoico.
É classificado com o número CAS 100-09-4.
O grupo metóxi tem pouca influência sobre a acidez deste ácido e de seus isômeros, que são muito parecidas com a acidez do ácido benzoico (pKa = 4,20).